# Alfred Grütter
Alfred Grütter (31 d'agost de 1860 – 30 de gener de 1937) va ser un tirador suís. El 1900 va prendre part en els Jocs Olímpics de París, en què disputà cinc proves del programa de tir olímpic. Guanyà la medalla d'or en la prova de Rifle militar, tres posicions per equips, mentre en la de rifle militar, dempeus, fou setè; dinovè en Rifle militar, tres posicions individual; 23è en rifle militar, bocaterrosa i 25è en rifle militar, de genolls.
Sis anys més tard disputà dues proves dels Jocs Intercalats, en què guanyà una nova medalla d'or en rifle per equips, mentre en la prova de rifle, posició lliure quedà en 23a posició.